# Phyllachora schimae
Phyllachora schimae är en svampart som beskrevs av Chi Y. Chen & W.H. Hsieh 1996. Phyllachora schimae ingår i släktet Phyllachora och familjen Phyllachoraceae.   Inga underarter finns listade i Catalogue of Life.